# Monts de Tarare
Les monts de Tarare sont une région de basse montagne des contreforts orientaux du Massif central encadrée par la vallée de la Brévenne au sud, et la vallée de la Turdine au nord. Les monts de Tarare tirent leur nom de la ville de Tarare, qui se situe dans leur partie septentrionale.
Ils se partagent entre les départements de la Loire (où se situe leur point culminant, le mont Boussuivre sur la commune de Violay) et du Rhône.

## Géographie

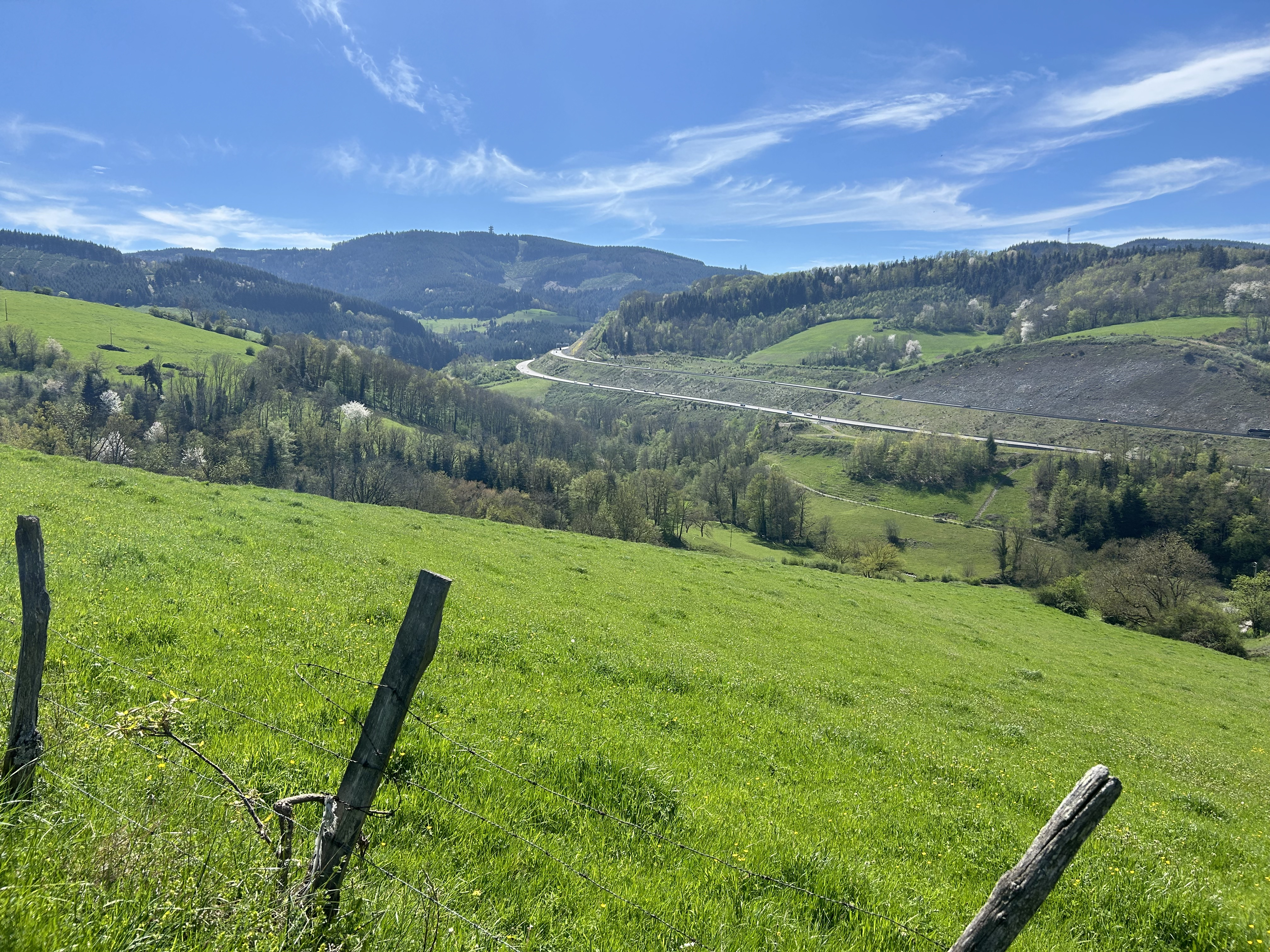
Paysage des monts de Tarare, près de Saint-Marcel-l'Éclairé.

### Limites
Les monts de Tarare sont souvent fondus dans les monts du Lyonnais, alors que monts du Lyonnais et monts de Tarare sont deux entités géographiques distinctes de part et d'autre de la vallée de la Brévenne, globalement regroupés dans l'appellation des montagnes du Matin[réf. souhaitée].
Les monts du Beaujolais dominent les monts de Tarare au nord.